# Dormizione della Vergine (El Greco)
La Dominazione della Vergine è un dipinto a tempera e oro su tavola di El Greco realizzato circa nel 1567 e conservato nella Cattedrale della Dormizione della Vergine di Ermopoli (Grecia). 

## Descrizione e stile
L'opera mostra il momento della Dormizione di Maria e l'ascesa della sua anima al cielo. Fu scoperto nel 1983 dallo studioso George Mastoropoulos.
La pittura a tempera e oro su tavola è uno dei pochi esempi della prima arte di El Greco, formatosi come pittore di icone nella bottega di Georgios Klontzas. Insieme all'Adorazione dei Magi mostra la dualità dei primi anni del pittore: da un lato è fedele alla scuola cretese e la tradizione bizantina, dall'altro utilizza un grande eclettismo ispirato al Rinascimento italiano in particolare del manierismo.
Quest'opera, pur presentando numerosi elementi classici come il fondo dorato e l'assenza di prospettiva, introduce alcune novità, l'inclinazione delle figure e l'apparizione dello Spirito Santo in forma di colomba.
La scena mostra il momento della morte di Maria e l'ascesa della sua anima al cielo, già nelle sue prime opere unendo cielo e terra, come era consuetudine nel suo dipinto di Toledo. Questa immagine, scoperta nel 1983, rappresenta un'interessante pietra miliare nella storia di El Greco in quanto conferma la sua formazione come pittore di icone.